# Lubelskie Zakłady Tytoniowe
Jeżeli edytujesz kod źródłowy, to aby uzyskać taki efekt: teoria, elektronem, Witolda Gombrowicza – twórz linki według składni: [[teoria]], [[elektron]]em, [[Witold Gombrowicz|Witolda Gombrowicza]].

Lubelskie Zakłady Tytoniowe - dawny kompleks przemysłowy zlokalizowany u zbiegu ulic Wrotkowskiej i Smoluchowskiego w Lublinie, funkcjonujący przez dziesiątki lat jako jedno z najważniejszych przedsiębiorstw tytoniowych w Polsce. Obecnie obiekt przechodzi rewitalizację i adaptację na cele komercyjne.

## Historia
Historia przemysłu tytoniowego na terenie obecnych Zakładów Tytoniowych w Lublinie sięga lat 30. XX wieku. W 1934 roku oddano do użytku pierwszą fermentownię tytoniu, a w 1936 roku rozpoczęto budowę drugiej. W 1937 roku powstał charakterystyczny budynek administracyjny. Były to jedne z pierwszych nowoczesnych obiektów przemysłowych w mieście, zaprojektowane z myślą o specjalistycznym przetwórstwie liści tytoniowych. Po II wojnie światowej zakład wszedł w skład państwowego przemysłu tytoniowego. W okresie PRL-u dynamicznie się rozwijał, zatrudniając setki pracowników i przetwarzając tytoń na potrzeby rynku krajowego i eksportu. Produkowano tu m.in. tytoń fajkowy, papierosy i tabakę.
W latach 90. XX wieku zakład został przekształcony w spółkę funkcjonującą pod nazwą Zakłady Tytoniowe w Lublinie (ZTL). W opublikowanym w 1999 roku rankingu Rzeczpospolitej znalazła się wśród 500 największych polskich firm. W 2017 roku złożono wniosek o jej upadłość. Następnie teren wraz z budynkami wykupiła spółka Hemplab.

## Rewitalizacja
Po zamknięciu działalności Lubelskich Zakładów Tytoniowych w 2009 roku teren poprzemysłowy przez wiele lat pozostawał niezagospodarowany. W 2020 roku rozpoczął się proces jego stopniowej rewitalizacji, mający na celu przekształcenie kompleksu w nowoczesną przestrzeń miejską z funkcjami mieszkaniowymi, usługowymi, gastronomicznymi, biurowymi oraz kulturalnymi. Projekt zakłada zachowanie i adaptację historycznych obiektów, takich jak ceglane fermentownie oraz gmach administracyjny, które stanowią integralną część architektonicznego dziedzictwa miejsca.
Koncepcję rewitalizacji opracowali architekci Agnieszka Michałowska (Designes Studio), Katarzyna Dudek (DU Architektura), Michał Sokołowski oraz Kyryło Filichkin – student Politechniki Lubelskiej, którego praca inżynierska była poświęcona właśnie temu tematowi. Przestrzeń zakładów została również uwzględniona na oficjalnej liście tematów prac magisterskich na Wydziale Budownictwa i Architektury tej uczelni. W 2024 roku rozstrzygnięto ogólnopolski konkurs studencki "Nowe Tytonie", w ramach którego młodzi architekci projektowali koncepcje zagospodarowania terenów pomiędzy budynkami przemysłowymi z uwzględnieniem ich społecznego i artystycznego potencjału.

## Przestrzeń przemysłowa a sztuka
Przestrzeń rewitalizowanych zakładów stała się także miejscem intensywnej działalności artystycznej. W 2023 roku powstała inicjatywa tytonie.art – kolektyw artystyczny i przestrzeń wystawiennicza funkcjonująca w jednym z dawnych budynków fermentowni. Organizowane są tam wystawy malarstwa, instalacje site-specific, warsztaty, pokazy filmowe, spotkania autorskie, sesje zdjęciowe oraz wydarzenia muzyczne. Miejsce to przyciąga zarówno lokalnych artystów, jak i twórców z innych miast, integrując środowisko artystyczne z mieszkańcami Lublina.
Dodatkowo, teren zakładów aktywnie uczestniczy w życiu kulturalnym miasta jako jedna z lokalizacji festiwalu Noc Kultury – największego wydarzenia artystycznego w przestrzeni publicznej Lublina. W 2024 roku na jego terenie zaprezentowano instalacje artystyczne , takie jak „Drabina do nieba”, „Ferment Room” czy świetlne „neurony”, których celem było twórcze nawiązanie do historii miejsca i jego architektury.
Do współpracy przy rewitalizacji zapraszani są także uznani artyści. Jednym z nich jest Michał „Sepe” Wręga – jeden z czołowych twórców murali w Polsce, którego autorski projekt muralu znalazł się na jednym z budynków zakładów.
Pomimo zmian istotnym aspektem jest upamiętnianie i podkreślanie znaczenia historii tego miejsca. Jednym ze zgodnych z tą ideą projektów jest zrealizowany w 2023 mural Pani Bogusi wykonany przez MOCNO STUDIO. Praca przedstawia wizerunek kobiety pracującej w Lubelskich Zakładach Tytoniowych.
Proces rewitalizacji Lubelskich Zakładów Tytoniowych stanowi przykład synergii między dziedzictwem przemysłowym a współczesną kulturą miejską. Przestrzeń ta, poprzez świadome włączenie sztuki i działań społecznych, staje się nowym centrum kreatywności, otwartym zarówno na mieszkańców Lublina, jak i środowiska artystyczne z całej Polski.